# Cueva de Guesalza
La cueva de Guesalza, también conocida como boquerón de Guesalza, es una gruta situada en el municipio guipuzcoano de Oñate.

## Descripción
La cueva, formada por calizas cretáceas y situada el término municipal de Oñate, viene descrita por Gabriel Puig y Larraz en la obra titulada Cavernas y simas de España (1896) con las siguientes palabras:

Boquerón o Cueva de Guesalza.―Encuéntrase situada bajo la venta de igual nombre ó de Guesalza. La entrada no es muy cómoda, así como tampoco lo es el tránsito por el interior. En esta caverna, á corta distancia de la entrada, es donde se sume el río Aránzazu, que se cree es el mismo que vuelve á aparecer al otro lado del monte, frente á la cueva de San Elías. Las ramas y hasta troncos enteros que arrastra en las riadas del invierno, forman grandes montones en el interior del espacioso vestíbulo de la cueva, habiéndolos hasta de 10 metros de altura. Después se encuentra una galería de grandes dimensiones, en la que se mezclan los trozos de peñas con los destrozos de ramas y malezas, y cuyo suelo es una especie de guijo: por esta galería se puede avanzar hasta unos 150 metros, terminándose por unos grandes peñones que cierran el paso; á la izquierda de esta especie de barrera hay una sima, cuyo fondo, á juzgar por el ruido de las piedras arrojadas en ella, tendrá de 10 á 15 metros, terminando en un pozo de agua. A la derecha, por encima de unas colosales piedras, hay otras galerías: una de ellas, que va hacia la misma entrada, se encuentra cortada por una grieta, y otra, de altura considerable, en la que se halla una sima de más de 30 metros de profundidad. En toda la caverna se encuentran grandes estalagmitas de más de dos metros de altas.
(Puig y Larraz, 1896, pp. 159-160)